# Виша нормална школа
Виша нормална школа (фр. École normale supérieure) је име за низ тела високог образовања у Француској, упоредивих са универзитетима. Основна разлика је да док француски универзитети морају прихватити све ученике, више школе немају ту обавезу. Ове институције могу да врше селекцију, па само одабрани студенти могу похађати студије. Друга разлика је да универзитети имају факултете, тако да је сваки факултет одговоран за једну грану студија, док више школе обично групишу сличне предмете у једној школи и немају факултете.

## Историјат
Садашња институција има своје корене у Ecole normale de l'an III стварене 1794. године од стране постреволуционарног Националног конвента који је предводио Робеспијер.
Школа је неколико пута мењала име, а од 1845. године има тренутни назив.